# Christiane Falgayrettes-Leveau
Christiane Falgayrettes-Leveau, née en 1954 à Cayenne en Guyane, est directrice et présidente de la Fondation Dapper. Elle est commissaire d'exposition, auteure et directrice de publication, spécialiste des arts anciens de l’Afrique subsaharienne.
Elle dirige le Musée Dapper à Paris jusqu’à sa fermeture en 2017. Chevalier de la Légion d’honneur, elle est membre du Comité national pour la mémoire de l’esclavage de janvier 2004 à janvier 2009 et vice-présidente de l’Agence de promotion et diffusion des cultures de l’Outre-mer de 2012 à 2017.

## Formation et carrière
Christiane Falgayrettes-Leveau étudie les lettres modernes à l’Université Paris-Nanterre où elle suit les cours de Maryse Condé et de Jacques Chevrier sur les littératures africaines d’expression française. Elle obtient sa maîtrise en 1982 avec le mémoire : « Le Personnage du griot dans le théâtre négro-africain d’expression française ».
Elle fait ses débuts aux éditions Masson comme assistante de publicité puis devient journaliste spécialisée dans la littérature africaine d’expression française et la culture pour RFI et diverses revues avant de se consacrer pleinement à la Fondation Dapper.

## La Fondation Dapper
En décembre 1983, Christiane Falgayrettes-Leveau cofondeavec son époux Michel Leveau (1930-2012) la Fondation Dapper. Elle en devient la directrice puis prend la présidence de la structure en 2012 à la suite de la disparition de Michel Leveau. Organisation reconnue d’utilité publique et à but non lucratif, la Fondation Dapper a pour mission initiale la valorisation et la promotion des arts de l’Afrique subsaharienne par l’attribution de bourses d’études.
En 1986, Christiane Falgayrettes-Leveau coordonne l’ouverture du Musée Dapper à Paris dans le XVIe siècle arrondissement et en fait une structure dotée d’un lieu d’exposition et d’une maison d’édition. S’ajoutent à la promotion des arts de l’Afrique celle des cultures des diasporas notamment des Caraïbes ainsi que l’ouverture à d’autres formes d’expressions artistiques et à l’art contemporain.
La Fondation Dapper inaugure en 2000 un nouveau musée accueillant des expositions d'arts anciens et d'art contemporain, des spectacles, des concerts et des conférences dont Christiane Falgayrettes-Leveau conçoit la programmation. Elle est également directrice de ce musée. Entre mai 1986 et juin 2017, le musée présente une cinquantaine d’expositions comprenant des œuvres de la collection Dapper, mais aussi de grandes institutions publiques et privées.
Auteure de Supports de rêve en 1989, de Corps sublimes en 1994, elle coécrit la plupart des publications liées aux expositions qu’elle organise. L’ouvrage Arts d’Afrique est lauréat du prix du livre d’Art en 2000. Elle est aussi l’auteure de Kalita, album jeunesse illustré par Philippe Davaine (Éditions Dapper, 2005). Depuis 2018, la Fondation Dapper édite des livres d’art numériques gratuits. Christiane Falgayrettes-Leveau coordonne l’édition numérique du catalogue de l’exposition le Off de Dapper en 2018 et celui de l’exposition Vivre ! Photographies de la résilience l’année suivante.
Avec les expositions Magies (novembre 1996 – septembre 1997), Arts d’Afrique (décembre 2000 – juin 2001), Femmes dans les arts d’Afrique (octobre 2008 – juillet 2009) ou encore Mascarades et Carnavals (octobre 2011 – juillet 2012), elle diversifie les thématiques afin de toucher un plus large public. Avec son époux Michel Leveau, elle contribue à la rencontre entre les arts anciens et l’art contemporain.
En 2017, le Musée Dapper ferme ses portes afin de se concentrer sur des actions à l’échelle internationale, sur l’investissement de nouveaux lieux, notamment là où l’offre culturelle est moins abondanteet sur son action au Sénégal. En janvier 2018, Christiane Falgayrettes-Leveau présente ainsi l'exposition Afriques, artistes d’hier et d’aujourd’hui (janvier – mai 2018) en Martinique à la Fondation Clément ainsi que le Off de Dapper et une rétrospective consacrée à l’artiste Ndary Lo à Dakar au Sénégal, dans le cadre de la Biennale d’art africain contemporain.
En 2021, Christiane Falgayrettes-Leveau est commissaire de l’exposition Désir d’humanité, les univers de Barthélémy Toguo (avril – décembre 2021), organisée au Musée du quai Branly – Jacques Chirac et conçue par la Fondation Dapper.

## Engagement
Christiane Falgayrettes-Leveau fut vice-présidente de l’Agence de promotion et diffusion des cultures de l’Outre-mer de 2012 à 2017, membre du Comité national pour la mémoire de l’esclavage de 2004 à 2009 et membre du comité scientifique puis du conseil d’orientation du Musée du Quai Branly - Jacques-Chirac de 1998 à 2004.

## Distinction
- Chevalier de la Légion d'honneur (décret du 2 avril 2010[28])